# 奈迈尚多尔哈佐
奈迈尚多尔哈佐（匈牙利語：Nemessándorháza）是匈牙利佐洛州所辖的一个村，总面积11.16平方公里，总人口258，人口密度23.1人/平方公里（2010年1月1日）。